# Односвязное пространство

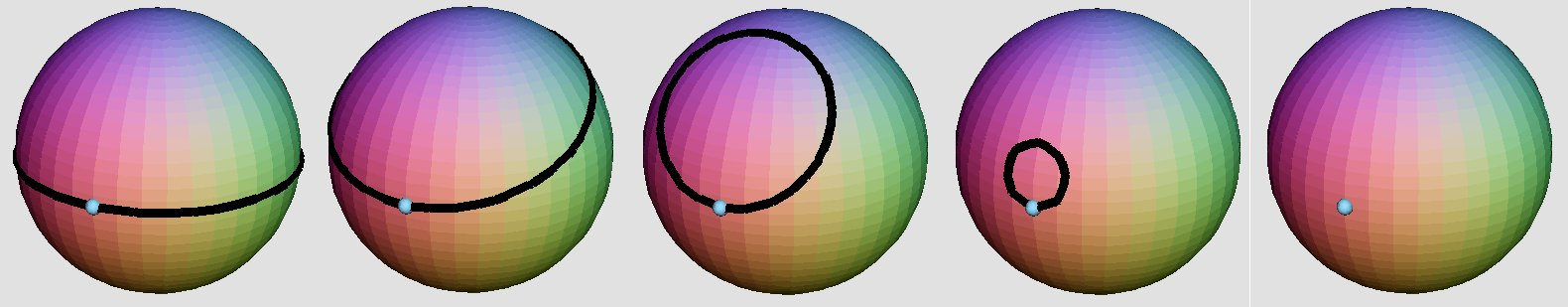
Стягивание контура в точку на сфере

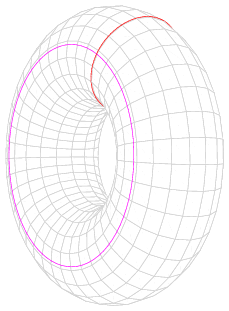
Поверхность тора — пример не односвязного пространства

Односвязное пространство — линейно связное топологическое пространство, в котором любой замкнутый путь можно непрерывно стянуть в точку. Пример: сфера односвязна, а поверхность тора не односвязна, потому что окружности на торе, показанные красным на рисунке, нельзя стянуть в точку.

## Определения
- Линейно связное топологическое пространство {\displaystyle X} называется односвязным, если все замкнутые пути в нём гомотопны нулю.

- Эквивалентное определение: Линейно связное топологическое пространство {\displaystyle X} называется односвязным, если фундаментальная группа пространства {\displaystyle X} тривиальна.

## Примеры
- Любое выпуклое множество в евклидовом пространстве {\displaystyle \mathbb {R} ^{n}} односвязно.
- Дополнение {\displaystyle \mathbb {R} ^{n}\backslash A,\ n\geqslant 3}, где {\displaystyle A} — не более чем счётный набор аффинных подпространств в {\displaystyle \mathbb {R} ^{n}} коразмерности 3 или больше, является односвязным.
- Круговое кольцо, лента Мёбиуса, проективная плоскость не односвязны.

## Свойства
Односвязность является гомотопическим инвариантом, то есть гомотопически эквивалентные пространства либо оба односвязны, либо оба не односвязны.